# CoGrOO
O CoGrOO (sigla para Corretor Gramatical acoplável ao OpenOffice.org) é um corretor gramatical de código aberto acoplável ao software de edição de texto OpenOffice.org. Diferentemente dos corretores ortográficos, que simplesmente detectam erros de grafia nas palavras, os corretores gramaticais são capazes de detectar erros nas relações entre as palavras, como de sintaxe, por exemplo.
O software está registrado no Sourceforge e, ao longos de suas várias versões, muitas pessoas contribuíram para o projeto.